# Xiphentedon kayovei
Xiphentedon kayovei är en stekelart som beskrevs av Jean Risbec 1957. Xiphentedon kayovei ingår i släktet Xiphentedon och familjen finglanssteklar.
Artens utbredningsområde är Rwanda. Inga underarter finns listade i Catalogue of Life.